# Mr Universal Ambassador 2016
Mr Universal Ambassador 2016 foi a 2ª edição do concurso de beleza masculino de nível internacional intitulado Mr Universal Ambassador. Nesta edição, o número de candidatos representando seus países subiu para quarenta e oito (48), trinta (30) a mais do que edição anterior. O certame ocorreu durante quase dez dias na cidade turística de Bali, para que depois os candidatos fossem à Surabaia, onde a final foi realizada com transmissão simultânea pelo canal do certame no YouTube, sob a apresentação do filipino William Pagayon.

## Resultados

### Colocações
| Posição                                             | País e Candidato |
| Vencedor                                            | - Sérvia - Aleksa Gavrilović |
| 2º. Lugar                                           | - Vietnã - Trương Ngọc Tình |
| 3º. Lugar                                           | - Peru - Jesús Becerra Cerna |
| 4º. Lugar                                           | - R. Dominicana - Alejandro Martínez |
| 5º. Lugar                                           | - Filipinas - Andrea Biondo |
| (TOP 10) Semifinalistas (Em ordem de classificação) | - Espanha - Christian Pérez - Brasil - Marcelo Pilotti - Argélia - Mazi Mohammed - Malásia - Jason Ganesan - Macau - Tan Chuan Qi          |
| (TOP 15) Semifinalistas (Em ordem de classificação) | - Suécia - Alexander D'Rosso - Austrália - Rede Carney - Indonésia - Eka Wijaya - Porto Rico - Eric González - Azerbaijão - Joseph Jafarly |

### Prêmios Especiais
O concurso distribuiu os seguintes prêmios este ano:
| Prêmio               | País e Candidato                 |
| Mister Modelo        | - Quirguistão - Sengenas Valstis |
| Mister Talento       | - Romênia - Catalin Brinza       |
| Mister Fotogenia     | - Espanha - Christian Pérez      |
| Melhor Passarela     | - Coreia do Sul - Park Su Min    |
| Hunk of the Universe | - Colômbia - Oswaldo Ramos       |
| Melhor Traje Típico  | - Mianmar - Thet Paing           |

### Mister Popularidade
O candidato eleito pelo voto popular integrou-se ao Top 15:
| Prêmio              | País e Candidato          |
| Mister Popularidade | - Argélia - Mazi Mohammed |

### Ordem dos Anúncios
| 1. Espanha 2. Peru 3. Malásia 4. Azerbaijão 5. República Dominicana 6. Porto Rico 7. Macau 8. Brasil 9. Vietnã 10. Suécia 11. Filipinas 12. Austrália 13. Sérvia 14. Indonésia 15. Argélia | 1. Sérvia 2. Malásia 3. Espanha 4. Vietnã 5. Brasil 6. República Dominicana 7. Argélia 8. Macau 9. Filipinas 10. Peru | 1. República Dominicana 2. Sérvia 3. Peru 4. Vietnã 5. Filipinas |  |

## Embaixadores Continentais
Título dado pelo fundador do concurso com base nas entrevistas:
| Posição               | País e Candidato                     |
| Embaixador da Á&O     | - Vietnã - Truong Ngoc Tinh          |
| Embaixador da África  | - Argélia - Mazi Mohammed            |
| Embaixador da Europa  | - Espanha - Christian Perez          |
| Embaixador da América | - R. Dominicana - Alejandro Martinez |

## Eventos Preliminares
| Prêmio                  | País e Candidato |
| 1                       | - Espanha - Christian Perez |
| (TOP 16) Semifinalistas | - Argélia - Mazi Mohammed - Austrália - Rede Carney - Colômbia - Oswaldo Ramos - Egito - Mustafa Medhat - Grécia - Spyros Papakonstantinou - Índia - Parmeet Wahi - Indonésia - Eka Wijaya - Japão - Ryo Arizumi - Líbano - Keven Martin - Montenegro - Muhamed Berisa - Noruega - Ramush Hiseni - Peru - Becerra Cerna - Quirguistão - Sengenas Valstis - Singapura - Goh Kwan Jevin - Suécia - Alexander Rosso |

| Prêmio                  | País e Candidato |
| 1                       | - Rep. Dominicana - Alejandro Martinez |
| (TOP 10) Semifinalistas | - Austrália - Rede Carney - Bangladesh - Naseef Rahman - Brasil - Marcelo Pilotti - Estados Unidos - Wu Xing Kai - Filipinas - Andrea Biondo - Macau - Tan Chuan Qi - Malásia - Jason Ganesan - Peru - Becerra Cerna - Suécia - Alexander Rosso |

| Prêmio                  | País e Candidato |
| 1                       | - Porto Rico - Eric González |
| (TOP 15) Semifinalistas | - Argélia - Mazi Mohammed - Bangladesh - Naseef Rahman - Brasil - Marcelo Pilotti - Colômbia - Oswaldo Ramos - Coreia do Sul - Park Su Min - Espanha - Christian Perez - Filipinas - Andrea Biondo - Macau - Tan Chuan Qi - Malásia - Jason Ganesan - Peru - Becerra Cerna - Rep. Dominicana - Alejandro Martinez - Romênia - Catalin Brinza - Sérvia - Aleksa Gavrilovic - Vietnã - Truong Ngoc Tinh |

| Prêmio | País e Candidato              |
| 1      | - Azerbaijão - Joseph Jafarli |

| Prêmio     | País e Candidato                                                                   |
| 1          | - Egito - Mustafa Medhat                                                           |
| Finalistas | - Índia - Parmeet Wahi - México - Eduardo Márquez - Ucrânia - Katsidatze Oleksandr |

## Candidatos
Os candidatos ao título deste ano:
| - Albânia - Hhemal Xhyra - Argélia - Mazi Mohammed - Austrália - Rede Carney - Azerbaijão - Joseph Jafarli - Bangladesh - Naseef Rahman - Bósnia e Herzegovina - Sinan Subara - Brasil - Marcelo Pilotti - Bulgária - Tomas Atahacnoc - China - Li Jinghao - Colômbia - Oswaldo Ramos - Coreia do Sul - Park Su Min - Croácia - Denis Klaic - Dinamarca - Danni Pederson - Egito - Mustafa Medhat - Equador - Stiven Morales - Espanha - Christian Perez | - Estados Unidos - Wu Xing Kai - Filipinas - Andrea Biondo - Grécia - Spyros Papakonstantinou - Holanda - Cas Winters - Hong Kong - Pei Zhi Kiang - Índia - Parmeet Wahi - Indonésia - Eka Wijaya - Japão - Ryo Arizumi - Inglaterra - Pavel Diaz - Líbano - Keven Martin - Macau - Tan Chuan Qi - Malásia - Jason Ganesan - México - Eduardo Márquez - Mianmar - Thet Paing - Moldávia - Dubceac Petru - Montenegro - Muhamed Berisa | - Noruega - Ramush Hiseni - Panamá - Davis Arguelles - Peru - Jesús Becerra Cerna - Portugal - Nelson Amado - Porto Rico - Eric González - Quirguistão - Sengenas Valstis - República Dominicana - Alejandro Martinez - Romênia - Catalin Brinza - Sérvia - Aleksa Gavrilovic - Singapura - Goh Kwan Jevin - Sri Lanca - Udaya Sri - Suécia - Alexander Rosso - Tailândia - Krittayot Kanchanadul - Taiwan - Chang Kuei Ming - Ucrânia - Katsidatze Oleksandr - Vietnã - Truong Ngoc Tinh |

## Histórico
| - Afeganistão - Arab Waheedullah - Angola - Bruno Gonçalves - Bolívia - Sérgio Revollo - Botsuana - Kayanda Mabedi - Cazaquistão - Zafar Suleimenov - Guão - Matthew Pangelinan - Guatemala - Donis Roberto - Mongólia - Munkhbileg E - Nepal - Sanish Shakya - Paquistão - Taimur Ahmed - Polônia - Rafal Jonkisz - Serra Leoa - Kelia Moses - Turquia - Erhan Sabaci - Venezuela - Christian Lopez | - Chipre do Norte - Costa Rica - Kosovo - Nigéria - Nova Zelândia - Rússia - Suíça |  |

### Estatísticas
Candidatos por continente:
- Ásia: 18. (Cerca de 38% do total de candidatos)
- Europa: 18. (Cerca de 38% do total de candidatos)
- Américas: 9. (Cerca de 18% do total de candidatos)
- África: 2. (Cerca de 4% do total de candidatos)
- Oceania: 1. (Cerca de 2% do total de candidatos)